# قفل مقابل برقی

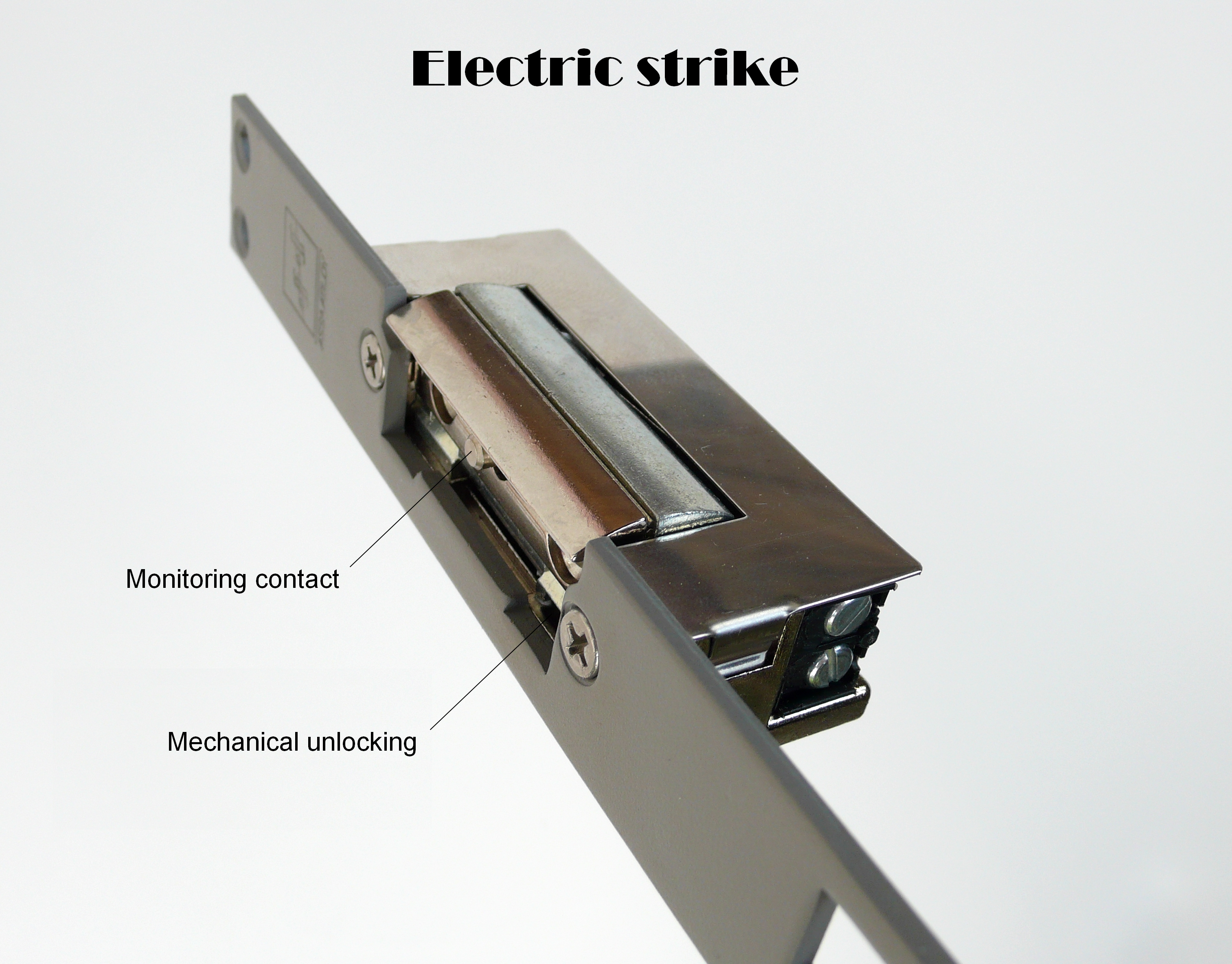

قفل مقابل برقی (به انگلیسی: Electric strike) یک دستگاه کنترل دسترسی است که برای درب‌ها استفاده می‌شود و جایگزین لبه ثابت (نصب شده بر روی چارچوب) قفل‌های معلولی می‌شود. قفل مقابل برقی یک زبانه سطح شیبدار را به زبانه در ارائه می‌دهد تا در زمان بسته شدن در، در به راحتی بسته شده و زبانه در وارد قفل شود؛ زبانه قفل با توجه به دستورالعمل با استفاده از اثر انگشت، کارت کنترل دسترسی و … از حالت قفل درآمده و اجازه می‌دهد کاربر بدون استفاده از حالت مکانیکی دستگیره در را باز کند.

## دسته‌بندی قفل مقابل برقی

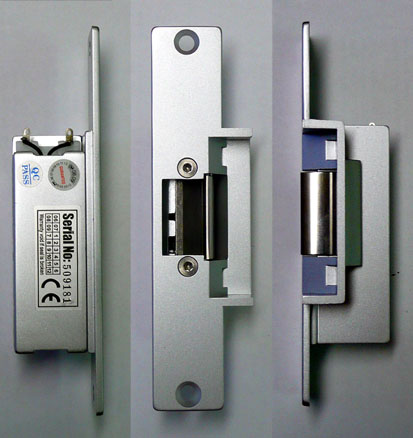
دارای دو کابل (بدون سیگنال خروجی)

### از نظر حالت‌های مختلف باز یا بسته بودن
normal open) NO): در این نوع قفل در صورت قطع جریان ورودی قفل باز می‌شود
normal close) NC): در این نوع قفل در صورت قطع جریان ورودی قفل بسته می‌شود، در مواقع استفاده از این نوع قفل معمولاً در قسمت داخلی اتاق‌ها یک [Glass break unit)GBU)] شستی خروج اضطراری قرار می‌دهند.

### از نظر سیگنال خروجی
دارای سیگنال خروجی:این نوع قفل حالت باز و بسته بودن در را گزارش می‌دهد. این قفل دارای سه پیچ اتصال کابل شامل ورودی منفی جریان ورودی مثبت جریان و خروجی سیگنال است.
بدون سیگنال خروجی:این نوع قفل حالت باز و بسته بودن در را گزارش نمی‌دهد. این قفل دارای دو پیچ اتصال کابل شامل ورودی منفی جریان و ورودی مثبت جریان است.